# Райско пръскало
Райското пръскало е водопад в България с височина от 124,5 м.
Намира се в Стара планина, на южния склон под най-високия старопланински връх – Ботев. На територията е на природен резерват „Джендема“, част от Национален парк „Централен Балкан“. Обявен е за защитен природен обект през 1965 г.
Образуван е от водите на Пръскалската река, идващи от вечния снежник, разположен под връх Ботев, който дори през лятото не се стопява напълно. След като тече по полегатия тревист склон на върха, потокът достига до горния край на скален пояс от отвесни скали, наричани Райските скали, и прави големия си скок. След това се спуска в бездните на Южния Джендем и се влива в Бяла река.
До подножието на водопада се намира хижа „Рай“ – изходен пункт за посещението му. Местността и природата са впечатляващи, а скалите привличат много любители на скалното катерене. И независимо от това, че е посещаван от многобройни туристи, водопадът и местността са запазили непокътнатия си и чист облик.
Райското пръскало понякога е наричано неправилно Калоферско пръскало или Голям Джендемски водопад, но това са названията на друг голям водопад (120 m), разположен в Южния Джендем, на Джендемската река, който обаче е много труднодостъпен.